# ハセイルカ
ハセイルカ（Delphinus capensis）は鯨偶蹄目マイルカ科マイルカ属の種。かつてはマイルカの変異タイプの一つとされていたが、遺伝的な研究により別種とされた。

## 形態
体長2.2-2.6m、体重80-110kg。マイルカよりも吻が長い。体色はマイルカより淡い。

## 生態
沿岸地域に生息し、イカや魚の群れを捕食する。100頭以下の群れをつくって行動する。

## 人間との関係
日本の漁師は、江戸時代からマイルカとハセイルカを区別していた。